# Campeonato Nacional da 1.ª Divisão de Portugal de 2006–07 (basquetebol feminino)
O Campeonato Nacional da 1ª Divisão Feminina de 2006/2007 foi a 47ª edição de competição organizada pela Federação Portuguesa de Basquetebol,  disputada por 10 equipas em duas fases. O Clube Desportivo da Póvoa conquistou o seu 1º Título.

## Clasificação 1ª Divisão Feminina Fase Regular
|     | Clasificação 2006-2007 | J  | V  | D  | PM   | PS   | Dif. | Pts |
| --- | ---------------------- | -- | -- | -- | ---- | ---- | ---- | --- |
| 1.  | GD Gafanha             | 18 | 15 | 3  | 1180 | 962  | +218 | 33  |
| 2.  | CD Póvoa               | 18 | 13 | 5  | 1207 | 1049 | +158 | 31  |
| 3.  | CAR Jamor              | 18 | 13 | 5  | 1167 | 959  | +208 | 31  |
| 4.  | CS Marítimo            | 18 | 13 | 5  | 1284 | 1096 | +188 | 31  |
| 5.  | UA António Aroso       | 18 | 9  | 9  | 1186 | 1122 | +64  | 27  |
| 6.  | SC Coimbrões           | 18 | 9  | 9  | 1194 | 1169 | +25  | 27  |
| 7.  | União Micaelense       | 18 | 7  | 11 | 1016 | 1134 | -118 | 25  |
| 8.  | ES Amadora             | 18 | 5  | 13 | 968  | 1045 | -77  | 23  |
| 9.  | AD Ovarense            | 18 | 5  | 13 | 957  | 1198 | -241 | 23  |
| 10. | BCP-EMPOBOR            | 18 | 1  | 17 | 834  | 1259 | -425 | 19  |

## Apuramento de Campeão
|  | Quartas de final | Quartas de final |             |   | Semifinais | Semifinais |  |  | Final | Final |
|  |                  |                  |             |   |            |            |  |  |       |       |
|  |                  |                  |             |   |            |            |  |  |       |       |
|  |                  |                  |             |   |            |            |  |  |       |       |
|  | AD Ovarense      | 2                |             |   |            |            |  |  |       |       |
|  | AD Ovarense      | 2                |             |   |            |            |  |  |       |       |
|  | GD Gafanha       | 0                |             |   |            |            |  |  |       |       |
|  | GD Gafanha       | 0                | AD Ovarense | 2 |            |            |  |  |       |       |
|  |                  |                  | AD Ovarense | 2 |            |            |  |  |       |       |
|  |                  | SC Coimbrões     | 1           |   |            |            |  |  |       |       |
|  | SC Coimbrões     | SC Coimbrões     | 1           | 2 |            |            |  |  |       |       |
|  | SC Coimbrões     |                  |             | 2 |            |            |  |  |       |       |
|  | UA António Aroso | 0                |             |   |            |            |  |  |       |       |
|  | UA António Aroso | 0                | CD Póvoa    | 3 |            |            |  |  |       |       |
|  |                  |                  | CD Póvoa    | 3 |            |            |  |  |       |       |
|  |                  | AD Ovarense      | 1           |   |            |            |  |  |       |       |
|  | CU Micaelense    | AD Ovarense      | 1           | 1 |            |            |  |  |       |       |
|  | CU Micaelense    |                  |             | 1 |            |            |  |  |       |       |
|  | CS Marítimo      | 2                |             |   |            |            |  |  |       |       |
|  | CS Marítimo      | 2                | CS Marítimo | 1 |            |            |  |  |       |       |
|  |                  |                  | CS Marítimo | 1 |            |            |  |  |       |       |
|  |                  | CD Póvoa         | 2           |   |            |            |  |  |       |       |
|  | ES Amadora       | CD Póvoa         | 2           | 1 |            |            |  |  |       |       |
|  | ES Amadora       |                  |             | 1 |            |            |  |  |       |       |
|  | CD Póvoa         | 2                |             |   |            |            |  |  |       |       |
|  | CD Póvoa         | 2                |             |   |            |            |  |  |       |       |

Finais
| CD Póvoa    | 58 | AD Ovarense | 52 |
| CD Póvoa    | 70 | AD Ovarense | 71 |
| AD Ovarense | 45 | CD Póvoa    | 55 |
| AD Ovarense | 54 | CD Póvoa    | 61 |
| ----------- | -- | ----------- | -- |

| Vencedor da 1ª Divisão Feminina de Basquetebol 2006-07 |
| ------------------------------------------------------ |
| Clube Desportivo da Póvoa 1º título                    |